# Revolution Per Minute
Revolution Per Minute ou R.P.M. é uma banda estoniana de street punk formada em 2004.

## Integrantes
- Oss – vocal e baixo
- Kalev – guitarra
- Karu – bateria

## Discografia
EPs
- 2008: We Live For Music